# Цеканув (Пйотрковський повіт)
Цеканув (пол. Cekanów) — село в Польщі, у гміні Розпша Пйотрковського повіту Лодзинського воєводства.
Населення — 222 особи (2011).
У 1975-1998 роках село належало до Пйотрковського воєводства.

## Демографія
Демографічна структура станом на 31 березня 2011 року:
|          | Загалом | Допрацездатний вік | Працездатний вік | Постпрацездатний вік |
| -------- | ------- | ------------------ | ---------------- | -------------------- |
| Чоловіки | 112     | 20                 | 83               | 9                    |
| Жінки    | 110     | 23                 | 58               | 29                   |
| Разом    | 222     | 43                 | 141              | 38                   |